# روزاوین
روزاوین (به انگلیسی: Rosavin) با فرمول شیمیایی C20H28O10 یک ترکیب شیمیایی با شناسه پاب‌کم 24490 است. که جرم مولی آن ۴۲۸٫۴۳ گرم بر مول می‌باشد. 